# Arotrobates granulatus
Arotrobates granulatus är en kvalsterart som beskrevs av Malcolm Luxton 1992. Arotrobates granulatus ingår i släktet Arotrobates och familjen Selenoribatidae. Inga underarter finns listade i Catalogue of Life.